# Rokonok
Rokonok (Alternativtitel Die Verwandten, internationaler Titel Relatives) ist ein Spielfilm von István Szabó aus dem Jahr 2006. Der Film ist ein Remake des gleichnamigen Films von Félix Máriássy von 1954. Máriássy war Szabós Lehrer an der Filmhochschule in Budapest. Literarische Vorlage für beide Filme ist der unter demselben Titel erschienene Roman von Zsigmond Móricz.

## Inhalt
Eine kleine Stadt in Ungarn, eine Zugstunde von Budapest entfernt. Der korrupte Oberstaatsanwalt Makróczy ist soeben auf Betreiben des örtlichen Bürgermeisters durch István Kopjass ersetzt worden. Kopjass ist noch jung, mittellos, hat den Kopf voller Ideale und ist hoffnungsvoll, dass er mit der Korruption im Ort aufräumen kann. Aber mit seinem Amtsantritt tauchen immer mehr angebliche Verwandte auf, die sich finanzielle Vorteile, Protektion, Gefälligkeiten von ihm erhoffen. Plötzlich ein Mann von Einfluss und Macht zu sein, gefällt dem jungen Staatsanwalt. Allmählich wird er in die Machenschaften des Schweinemast-Betreibers, der bisher schon durch zweifelhafte Geschäfte und Erpressungen aufgefallen ist, hineingezogen und findet sich – trotz seiner hohen ethischen Ideale – in eine Bestechungsaffäre verwickelt. Dazu bandelt er mit einer seiner angeblichen Verwandten an, und seine Ehe gerät in Gefahr. Er scheitert schließlich mit seinen Reformbemühungen, und die Schweinemast-Connection agiert weiter wie gehabt.

## Preise und Auszeichnungen
- 2006: Tiburon International Film Festival, beste Regie
- 2006: Film Fest Gent, Grand Prix (Nominierung)
- 2006: Internationales Filmfestival Moskau Golden St. George (Nominierung)

## Produktion und Veröffentlichung
Rokonok ist Szabós erster Film seit 1992, den er fast ausschließlich mit einer ungarischen Crew und in ungarischer Sprache gedreht hat. Produziert wurde der Film von János Rósza, einem Studienkollegen Szabós in der Budapester Theater- und Filmakademie und Editor von Szabos frühem Kurzfilm Te, der 1963 in Cannes ausgezeichnet wurde. Das Budget betrug rund 1,5 Millionen Euro, einschließlich eines Förderbetrags von 1,1 Millionen Euro aus dem Fonds der Hungarian Motion Picture Foundation.
Am Drehbuch beteiligt war neben Szabó auch die ungarische Schriftstellerin und Dramaturgin Andrea Vészits (* 1956), von 1992 bis 2012 Mitarbeiterin an diversen Drehbüchern Szabós. Literarische Grundlage ist der Roman Verwandte von Zsigmond Móricz aus dem Jahre 1932, der erst 1999 von Bruno Heilig ins Deutsche übersetzt worden ist.
Second Unit Director des Films war der spätere deutsche Filmproduzent David Steinberger (* 1985), es war seine erste Arbeit im Filmgeschäft überhaupt. 2010 arbeitete Steinberger als Regieassistent in Hinter der Tür mit Szabó zusammen.
Kameramann und Editorin waren beide bereits vorher an einer Reihe von Filmen mit Szabó beteiligt. Für Editorin Zsuzsa Csákány war es mit Vertrauen von 1980 der sechste Film, für Lajos Koltai, ebenfalls seit Vertrauen, der zwölfte und bisher vorletzte Film mit Szabó als Regisseur. Die Hot Jazz Band, eine seit 1985 bestehende ungarische Jazzband, spielte die Filmmusik.
Die Premiere fand am 31. Januar 2006 während des Ungarischen Filmfestivals im Kongresszentrum in Budapest vor geladenen Gästen statt, am 6. Februar 2006 kam er in die ungarischen Kinos.
Er wurde 2006 auf dem Tiburon International Film Festival in Tiburon, sowie auf einigen weiteren Filmfestivals vorgestellt.

## Rezeption
Wie die Frankfurter Allgemeine Zeitung in ihrem Bericht über das 37. Ungarische Filmfestival in Budapest schreibt, kam es im Kongresszentrum in Budapest nach der Premiere zu heftigen Reaktionen im geladenen Publikum, das den Film als Anspielung auf die aktuellen Verhältnisse in Ungarn verstanden habe. Als sich Szabó auf der Bühne zeigte, habe ein Großteil des geladenen Publikums demonstrativ den Saal verlassen. Die ungarische Tageszeitung „Magyar Nemzet“ reagierte in ihrer Besprechung des Films, wie die FAZ schreibt, „einigermaßen irritiert auf den Plot über Korruption und moralischen Verfall in einer ungarischen Provinzstadt der dreißiger Jahre, den Szabo jetzt auf heutige Verhältnisse und die Zustände des ungarischen Parlaments umgemünzt hat“.
Rokonok war in Ungarn ein Publikumserfolg und erreichte dort rund 200.000 Besucher.